# Reinhard Keiser

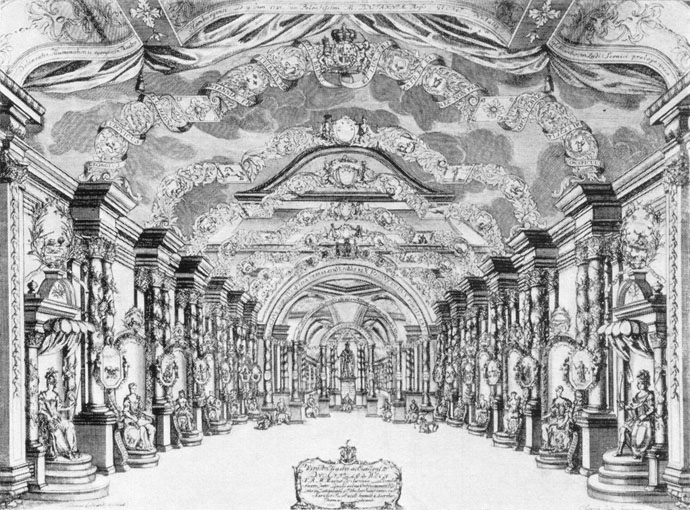
L'Oper am Gänsemarkt, teatro d'opera di Amburgo

Reinhard Keiser (Teuchern, 9 gennaio 1674 – Amburgo, 12 settembre 1739) è stato un musicista e compositore tedesco.

## Biografia
Reinhard Keiser era il figlio di Gottfried Keiser e di Agnes Dorothee Keiser. Gottfried Keiser era attivo dal 1671 come organista a Teuchern, ma abbandonò tra il 1674 e il 1675 il suo posto di lavoro 
per una destinazione sconosciuta, così che Reinhard crebbe da solo con sua madre. 
Reinhard Keiser dal 13 luglio 1685 studiò musica alla Thomas School di Lipsia, sotto la guida di Johann Schelle. Otto anni dopo fu in grado di rappresentare una sua opera, intitolata Basilius presso la corte di Braunschweig, dove qualche storico della musica ritiene che possa aver studiato con Johann Kusser. I due musicisti si trasferirono assieme nella città di Amburgo.
Keiser divenne uno dei più stimati esponenti teatrali della città tedesca e realizzò un numero elevato di opere (116), delle quali almeno una settantina riscossero un buon successo; le tematiche principali delle opere erano per lo più storiche e mitologiche, come ad esempio l'Ulysses, del 1722. Nel 1700 assunse il ruolo di Kapellmeister ducale e diresse importanti concerti con solisti. 
Il 3 gennaio 1712 sposò la famosa cantante Barbara Oldenburg, figlia del musicista Hieronymus Oldenburg. Dall'estate 1719 al novembre 1720, soggiornò a Stoccarda, dove partecipò a numerosi eventi musicali.
Successivamente si spostò a Ludwigsburg e a Copenaghen, dove ricevette l'incarico di Royal Danish Kapellmeister e portò a Copenaghen l'opera Ulisse. 
Nel 1728 divenne cantore alla cattedrale di Amburgo e si dedicò per il resto della sua vita prevalentemente alla musica sacra.
Ha composto anche passioni, mottetti, cantate, oratorii.
Reinhard Keiser è considerato uno dei più importanti compositori operistici tedeschi del barocco. Durante la sua carriera, la città anseatica divenne il centro della cultura lirica tedesca e attirò numerosi visitatori amanti dell'arte. Oltre alla cura della tradizione musicale locale, si seguirono con interesse gli sviluppi dell'opera in Italia e in Francia, per non perdere la saldatura con le tendenze contemporanee. 
Anche il librettista dell'Hamburger Oper prese come modello i libretti italiani di successo.
Le influenze italiane risultarono particolarmente evidenti nella composizione delle parti vocali, in cui Keizer dimostrò una fiorente immaginazione melodica; invece l'influenza francese riguardò soprattutto le scene di cori, i balletti e la sofisticata strumentazione.

## Opere principali
- Basilius (Braunschweig 1693)
- Cephalus und Procris (Braunschweig 1694)
- Adonis (1697)
- Janus  (1698)
- Iphigenia (Oper am Gänsemarkt di Amburgo, 1699)
- Herkules und Hebe (1699)
- La forza della virtù oder Die Macht der Tugend (1700)
- Störtebeker und Jödge Michels (2 sections, 1701)
- Die sterbende Eurydice oder Orpheus (2 sections, 1702)
- Die verdammte Staat-Sucht, oder Der verführte Claudius (1703)
- Der gestürzte und wieder erhöhte Nebukadnezar, König zu Babylon (1704)
- Die römische Unruhe oder Die edelmütige Octavia (1705)
- Die kleinmütige Selbst-Mörderin Lucretia oder Die Staats-Torheit des Brutus (1705)
- Die neapolitanische Fischer-Empörung oder Masaniello furioso (1706)
- Der angenehme Betrug oder Der Carneval von Venedig (1707)
- La forza dell'amore oder Die von Paris entführte Helena (1709)
- Desiderius, König der Langobarden (1709)
- Der durch den Fall des großen Pompejus erhöhete Julius Caesar (1710)
- Der hochmütige, gestürzte und wieder erhabene Croesus (1710)
- L'inganno fedele oder Der getreue Betrug (1714)
- Fredegunda (1715)
- L'Amore verso la patria oder Der sterbende Cato (1715)
- Das zerstörte Troja oder Der durch den Tod Helenens versöhnte Achilles (1716)
- Die großmütige Tomyris (1717)
- Jobates und Bellerophon (1717)
- Ulysses (Copenaghen 1722)
- Bretislaus oder Die siegende Beständigkeit (1725)
- Der lächerliche Printz Jodelet (1726)
- Lucius Verus oder Die siegende Treue (1728)